# Dolichopus celeripes
Dolichopus celeripes är en tvåvingeart som beskrevs av Van Duzee 1921. Dolichopus celeripes ingår i släktet Dolichopus och familjen styltflugor. Inga underarter finns listade i Catalogue of Life.